# Tito Afrânio
Tito Afrânio, Afrênio ou Lafrênio (em latim: Titus Afranius, Afrenius ou Lafrenius; m. 90 a.C.) foi um dos líderes da confederação das cidades aliadas italianas que se rebelaram contra a República Romana durante a Guerra Social em 90 a.C.. Em monte Falerno, ele se juntou a Judacílio e Públio Ventídio Basso e derrotou o legado Pompeu Estrabão, que acabou encurralado em Firmo Piceno. Os outros dois generais seguiram por caminhos separados enquanto Afrânio manteve o cerco. Estrabão, sabendo que um outro exército se aproximava, enviou Públio Sulpício Rufo para atacar a força de Afrânio pela retaguarda enquanto ele próprio montava um ataque frontal. A batalha foi equilibrada até que Sulpício conseguiu colocar fogo no acampamento de Afrânio, que acabou morto em combate. Os sobreviventes fugiram para Ásculo Piceno.